# David Gilbert (jogador de snooker)
David Gilbert (12 de junho de 1981) é um jogador profissional de snooker inglês, profissional de 2002 a 2004 e desde 2005. Gilbert é um ex-World Snooker Young Player of Distinction e pratica em Tamworth, Staffordshire, no Tamworth Cue Sports Leisure Club. Como nunca esteve além dos 16 finalistas de um evento de classificação, Gilbert chegou à final do Campeonato Internacional de 2015, onde perdeu 10-5 para John Higgins. Em 22 de janeiro de 2019 fez história, fazendo o máximo oficial 147 em uma partida profissional contra Stephen Maguire em um jogo da Liga do Campeonato sem público presente para a ocasião.

## Finais de carreira

### finais de torneios do ranking: 3 (3 segundos lugares)
| Resultado | Ano  | Campeonato                 | Adversário na final | Pontuação |
| Runner-up | 2015 | International Championship | John Higgins        | 5–10      |
| Runner-up | 2018 | World Open                 | Mark Williams       | 9–10      |
| Runner-up | 2019 | German Masters             | Kyren Wilson        | 7–9       |

### Non-ranking finals: 1 (1 title)
| Resultado | Ano  | Campeonato             | Adversário na final | Pontuação |
| Vencedor  | 2002 | Challenge Tour Event 4 | Ryan Day            | 6–3       |